# 西山優里子
西山 優里子（にしやま ゆりこ、1966年9月30日 - ）は、日本の漫画家。女性。
作品にストリートバスケを題材にした『Harlem Beat』がある。

## 来歴
フランス・パリ生まれ。姉と弟がおり、3人姉弟の次女。大使館に勤める父親の仕事の関係で少女時代の大半を日本国外で過ごす。8歳の時はラオス王国のヴィエンチャンに家族と共に住んでいた。当時は冷戦の時代で、サイゴン陥落が起きるなど東南アジアが東西に分かれて揺れていた時期であった。そのような中、1975年に共産勢力であるパテート・ラーオがヴィエンチャンを制圧、同年夏、共産勢力から逃れるために家族ぐるみで日本に帰国する（なお父親は大使館員として在留邦人の保護などの仕事があるためこの時は帰らず、後に帰国している）。
小学生のころ、三原順や和田慎二、柴田昌弘らに憧れ、漠然と漫画家になりたいと思うようになる。中学2年生のときに再びフランスに引っ越して暮らした。桐朋女子高等学校を経て上智大学法学部国際関係法学科入学後、漫研で本格的に漫画を描き始め、その後アメリカにミニ留学をした。（後に日本に帰国して）在学中に『花とゆめ』（白泉社）に4回ほど投稿したがうまくいかなかった。そんな折、知り合いの原作者がついてくれるという話があり、『週刊少年チャンピオン』（秋田書店）にて読み切りでデビュー。
しかし連載には漕ぎ着けられず、大学卒業後は就職しOLになるが、大学時代の漫研の同人誌が『週刊少年マガジン』編集部の目に留まり、OLの仕事の傍ら漫画を執筆。1989年、「YUTA」で第43回週刊少年マガジン新人漫画賞に入選。その後漫画執筆に専念するため会社を退職。1991年、『マガジンSPECIAL』（講談社）にて「ノーハドル」で連載デビュー。以後、『週刊少年マガジン』などを中心に講談社の各漫画雑誌にて活動する。
2013年まで、講談社の女性向け漫画雑誌『Kiss』にて「家電の女」を、青年向け漫画雑誌『イブニング』にて「ジャポニカの歩き方」を連載。

## 作品リスト

### 漫画
- ノーハドル（マガジンSPECIAL、1991年5号 - 1992年12号、全5巻）
- Harlem Beat（マガジンSPECIAL（単行本未収録）→週刊少年マガジン、1994年34号 - 2000年8号、全29巻、文庫版全16巻）
- DRAGON VOICE（週刊少年マガジン、2001年7号 - 2003年8号、全11巻）
- 臆病者よ ギターを取れ（月刊少年ライバル、2008年6月号、読切）
- 純情カレンな俺達だ!（週刊少年マガジン、2008年40号 - 2009年13号、全3巻）
- QBかりん 警視庁特殊SP班（Kiss、2010年1号 - 2011年7号、全4巻）
- 家電の女（Kiss、2011年14号読切を経て、同年24号 - 2013年9月号、全4巻）
- ジャポニカの歩き方（イブニング、2011年7号 - 2013年9号、全7巻）
- DIRTY CHRIST SUPERSTAR（モーニング、2013年45号 - 同年48号[7]、同年52号 - 2014年14号、全2巻）
- GINZA SUGARS（まんが王国、2018年6月15日[8] - 2021年7月15日[9]、全8巻（電子書籍のみ））
- 徳川おてんば姫 〜最後の将軍のお姫さまとのゆかいな日常〜 （原作：井手久美子、マンガクロス→チャンピオンクロス、2021年7月21日[10] -  2024年12月18日[11]、全8巻）

### ゲーム
- シャイニング・フォース ネオ（キャラクターデザイン担当）

### その他
- 講談社 学習まんが 日本の歴史（講談社） - 17巻「大正デモクラシー」、20巻「昭和・平成・令和」[12]

## 関連人物
- 大野純二 - アシスタント経験者。
- 藤村真理 - 高校生の時の同級生[13]。